# Academician
Academician este titulatura unui membru (de onoare sau titular) al unei academii.
În România, conform cu prevederea din Legea privind organizarea și funcționarea Academiei Române, preluată în art. 10, aliniat (3), din statutul Academiei Române „Titlul de academician poate fi folosit numai de membrii titulari ai Academiei Române”. Prin urmare, acesta nu poate fi folosit de membrii corespondenți și membrii de onoare ai Academiei Române, de membrii Academiei Oamenilor de Știință din România sau de membrii oricărei alte entități ce cuprinde termenul „academie” în titulatura sa (ex.: Academia de Științe Tehnice din România, Academia de Științe Medicale, Academia de Studii Economice, Academia de Arte Frumoase din București, Academia de Muzică Gheorghe Dima, Academia de Muzică din București, Academia de Teatru și Film sau Academia de Fotbal Gheorghe Hagi).

## Legături externe
- În România postdecembristă academicienii s-au înmulțit ca iepurii, 17 martie 2016, Gabriela Dinescu, evz.ro